# Victory Songs
Victory Songs är det finländska folk/melodisk death metal-bandet Ensiferums tredje studioalbum, utgivet i april 2007 på Spinefarm Records och i Japan på Universal Music i maj samma år.
Med Victory Songs fullängdsdebuterade Petri Lindroos, Sami Hinkka och Janne Parviainen.
Två singlar släpptes: "Deathbringer from the Sky" och "One More Magic Potion".

## Låtlista
1. "Ad Victoriam" (instrumental) – 3:10
2. "Blood Is the Price of Glory" – 5:17
3. "Deathbringer from the Sky" – 5:10
4. "Ahti" – 3:55
5. "One More Magic Potion" – 5:22
6. "Wanderer" – 6:32
7. "Raised by the Sword" – 6:10
8. "The New Dawn" – 3:42
9. "Victory Song" – 10:38

Bonusspår på den japanska utgåvan
1. "Lady in Black" (Uriah Heep-cover) – 4:33

## Medverkande
Musiker
- Petri Lindroos – growl, gitarr, banjo
- Markus Toivonen – elgitarr, akustisk gitarr, tolvsträngad gitarr, shamantrumma, banjo, sång
- Sami Hinkka - basgitarr, sång, bakgrundssång
- Meiju Enho - keyboard
- Janne Parviainen – trummor, bodhrán

Bidragande musiker
- Markus Österlund - körsång
- Mikko Salovaara - körsång
- Lassi Logrén - nyckelharpa
- Aleksi Parviainen - sång
- Kaisa Saari - tin whistle, blockflöjt
- Vesa Vigman - bouzouki, mandolin, saz
- Petri Prauda - säckpipa
- Euge Valovirta - akustisk gitarr
- Johanna Vakkuri - flöjt
- D.P. - sång
- Timo Väänänen - kantele

Produktion
- Janne Joutsenniemi – producent, inspelningstekniker
- Nino Laurenne – inspelningstekniker, mixning
- Samu Ruotsalainen – inspelningstekniker
- Mika Jussila – mastering
- Jukka-Pekka Miettinen – text, musik
- Kristian Wåhlin – omslagskonst
- Antti Salminen – bookletdesign
- Jere Hietala – foto